# Булавки (Полоцкий район)
Булавки (бел. Була́ўкі) — деревня в Полоцком районе Витебской области Республики Беларусь. В составе Зелёнковского сельсовета.

## География
Пролегает дорога Р-24.
Ближайшие населённые пункты Гендики, Коповище и др.

## История
К первому разделу Речи Посполитой принадлежало в количестве 104 чел. к Полоцкому иезуитскому монастырю.
В 1906 году в Артейковичской волости Полоцкого уезда Витебской губернии.
В 1924—1954 гг. центр Булавковского сельсовета. До 20 мая 1960 года деревня входила в состав Захарничского сельсовета.

## Население

### Численность
- 2009 год — 71 житель

### Динамика
- 2009 год — 71 житель (перепись населения)[3]

## Достопримечательность
- Братская могила —  Историко-культурная ценность Республики Беларусь, шифр 213Д000645.